# Elecciones municipales de Lima de 2022
Las elecciones municipales de Lima de 2022 se llevaron a cabo el 2 de octubre de 2022 para elegir al Alcalde Metropolitano y al Concejo Metropolitano de Lima para el periodo 2023-2026. La elección se celebró simultáneamente con elecciones regionales y municipales (provinciales y distritales) en todo el país.
La campaña electoral estuvo marcada por la crisis política causada por la constante pugna entre el Ejecutivo y las fuerzas políticas opositoras del Congreso. Los sondeos de opinión señalaron como favoritos a los excandidatos presidenciales Daniel Urresti (candidato del nacionalista Podemos Perú) y Rafael López Aliaga (líder del ultraconservador Renovación Popular), seguidos por George Forsyth (candidato del democristiano Somos Perú).
Los ataques entre los dos primeros incluyeron la supuesta afinidad de Urresti con el gobierno y el juicio en su contra por el asesinato de un periodista durante el conflicto armado interno; la actuación de López-Aliaga como regidor durante el gobierno municipal de Luis Castañeda Lossio, su investigación pendiente por lavado de activos y su presunta intención de no reconocer los resultados si perdía; el mismo día de la elección, acusó supuestas irregularidades en la cédula de votación.
Las primeras proyecciones mostraron un empate entre ambos favoritos, un resultado inédito en la historia. El conteo oficial colocó a Urresti inicialmente en primer lugar, lo que generó alegaciones veladas de fraude electoral (similares a las de la elección presidencial del año anterior). No obstante, con el transcurrir de las horas, la tendencia ascendente de López-Aliaga le otorgó una ventaja irreversible. Urresti concedió la elección al día siguiente.
Renovación Popular (sucesor de Solidaridad Nacional) se convirtió en el partido más votado en la capital peruana  tras 8 años. A nivel distrital, obtuvo el control de 12 concejos municipales, principalmente en sectores acomodados de la ciudad, aunque fue superado en votos por Podemos Perú. No obstante, López-Aliaga se convirtió en el alcalde de Lima con menor apoyo desde 1980 y por uno de los márgenes más estrechos de la historia.

## Sistema electoral
La Municipalidad Metropolitana de Lima es el órgano administrativo y de gobierno de la provincia de Lima. Está compuesta por el Alcalde Metropolitano, el Concejo Provincial y la Asamblea Metropolitana. Es la única municipalidad no adscrita a algún gobierno regional, ya que la provincia de Lima posee un régimen especial en su condición de capital de la República.
La votación del alcalde y el concejo se realiza con base en el sufragio universal, que comprende a todos los ciudadanos nacionales y no nacionales mayores de dieciocho años, empadronados y residentes en la provincia de Lima y en pleno goce de sus derechos políticos. No hay reelección inmediata de alcaldes.
El Concejo Metropolitano de Lima está compuesto por 39 regidores elegidos por sufragio directo para un período de cuatro (4) años, en forma conjunta con la elección del Alcalde Metropolitano (quien lo preside). La votación es por lista cerrada y bloqueada. Se asigna a la lista ganadora los escaños según el método d'Hondt o la mitad más uno, lo que más le favorezca.

## Composición del Concejo Metropolitano de Lima
La siguiente tabla muestra la composición del Concejo Metropolitano de Lima antes de las elecciones.
| Partidos | Partidos                  | Regidores |
| -------- | ------------------------- | --------- |
|          | Acción Popular            | 21        |
|          | Podemos Perú              | 8         |
|          | Perú Patria Segura        | 4         |
|          | Partido Popular Cristiano | 1         |
|          | Perú Libertario           | 1         |
|          | Somos Perú                | 1         |
|          | Alianza para el Progreso  | 1         |
|          | Fuerza Popular            | 1         |
|          | Solidaridad Nacional      | 1         |

## Elecciones internas
Los partidos políticos realizaron la convocatoria a elecciones internas (15–22 de enero de 2022) para definir a los candidatos de sus organizaciones en listas cerradas y bloqueadas. Se sometieron a elección las candidaturas a:
- Alcaldía Metropolitana de Lima (1 candidatura).
- Concejo Metropolitano de Lima (39 candidaturas).
- Alcaldías distritales de Lima (42 candidaturas).
- Concejos distritales de Lima (422 candidaturas).

Existen dos modalidades para la organización de las elecciones internas:
- Modalidad de elección directa: con voto universal, libre, voluntario, igual, directo y secreto de los afiliados. Fue la modalidad utilizada por Somos Perú[15] y Alianza para el Progreso.[16] Las elecciones se realizaron el 15 de mayo de 2022.

- Modalidad de delegados: a través de delegados previamente elegidos mediante voto universal, libre, voluntario, igual, directo y secreto de los afiliados. Fue la modalidad utilizada por Podemos Perú,[17] Perú Libre,[18] Renovación Popular,[19] Juntos por el Perú[20] y Frente de la Esperanza.[21] Las elecciones se realizaron el 22 de mayo de 2022.

## Partidos y candidatos
A continuación se muestra una lista de los principales partidos y alianzas electorales que participaron en la elección:
| Candidatura | Candidatura | Partidos y alianzas                    | Candidatos | Candidatos                  | Ideología                                                           | Resultado previo | Resultado previo | Ref.   |
| Candidatura | Candidatura | Partidos y alianzas                    | Candidatos | Candidatos                  | Ideología                                                           | Votos (%)        | Reg.             | Ref.   |
| ----------- | ----------- | -------------------------------------- | ---------- | --------------------------- | ------------------------------------------------------------------- | ---------------- | ---------------- | ------ |
|             | PP          | Lista - Podemos Perú (PP)              |            | Daniel Urresti Elera        | Conservadurismo social Populismo de derecha Nacionalismo            | 19.69%           | 8                | [ 22 ] |
|             | PL          | Lista - Perú Libre (PL)                |            | Yuri Castro Romero          | Socialismo del siglo XXI Marxismo-leninismo Mariateguismo           | 3.89%            | 1                | [ 23 ] |
|             | SP          | Lista - Somos Perú (SP)                |            | George Forsyth Sommer       | Democracia cristiana Conservadurismo social                         | 3.59%            | 1                | [ 24 ] |
|             | APP         | Lista - Alianza para el Progreso (APP) |            | Omar Chehade Moya           | Liberalismo económico Conservadurismo liberal Populismo de derecha  | 3.52%            | 1                | [ 25 ] |
|             | RP          | Lista - Renovación Popular (RP)        |            | Rafael López-Aliaga Cazorla | Ultraconservadurismo Fundamentalismo cristiano Populismo de derecha | 2.58%            | 1                | [ 26 ] |
|             | JP          | Lista - Juntos por el Perú (JP)        |            | Gonzalo Alegría Varona      | Socialismo democrático Progresismo                                  | 0.75%            | 0                | [ 27 ] |
|             | AvP         | Lista - Avanza País (AvP)              |            | María Soto Velásquez        | Conservadurismo liberal Neoliberalismo                              | 0.75%            | 0                | [ 28 ] |
|             | FE          | Lista - Frente de la Esperanza (FE)    |            | Elizabeth León Chinchay     | Reformismo                                                          | Nuevo            | Nuevo            | [ 24 ] |

## Campaña

### Lemas de campaña
| Candidatos | Candidatos                  | Partido político         | Lema de campaña                 | Ref.   |
| ---------- | --------------------------- | ------------------------ | ------------------------------- | ------ |
|            | Daniel Urresti Elera        | Podemos Perú             | Lima Merece Seguridad           | [ 29 ] |
|            | Yuri Castro Romero          | Perú Libre               | Una Lima para todas las sangres | [ 30 ] |
|            | George Forsyth Sommer       | Somos Perú               | Lima Somos Todos                | [ 31 ] |
|            | Omar Chehade Moya           | Alianza para el Progreso | Lima En Buenas Manos            | [ 32 ] |
|            | Rafael López-Aliaga Cazorla | Renovación Popular       | Lima Potencia Mundial           | [ 33 ] |
|            | Gonzalo Alegría Varona      | Juntos por el Perú       | #YoVotoConAlegría               | [ 34 ] |
|            | María Soto Velásquez        | Avanza País              | Por una Lima Segura             |        |
|            | Elizabeth León Chinchay     | Frente de la Esperanza   |                                 |        |

### Debates electorales
| Fecha            | Organizador                   | Moderador/a/es                   | P Presente S Sustituto A Ausente NI No invitado | P Presente S Sustituto A Ausente NI No invitado | P Presente S Sustituto A Ausente NI No invitado               | P Presente S Sustituto A Ausente NI No invitado | P Presente S Sustituto A Ausente NI No invitado | P Presente S Sustituto A Ausente NI No invitado | P Presente S Sustituto A Ausente NI No invitado | P Presente S Sustituto A Ausente NI No invitado | Ref.   |    |    |    |        |
| Fecha            | Organizador                   | Moderador/a/es                   | Urresti                                         | Castro                                          | Forsyth                                                       | Chehade                                         | López-Aliaga                                    | Alegría                                         | Soto                                            | León                                            | Ref.   |    |    |    |        |
| ---------------- | ----------------------------- | -------------------------------- | ----------------------------------------------- | ----------------------------------------------- | ------------------------------------------------------------- | ----------------------------------------------- | ----------------------------------------------- | ----------------------------------------------- | ----------------------------------------------- | ----------------------------------------------- | ------ | -- | -- | -- | ------ |
| Fecha            | Organizador                   | Moderador/a/es                   | 28 de agosto                                    | América Televisión Canal N                      | Sol Carreño Mario Ghibellini Verónica Linares Gonzalo Zegarra | A                                               | NI                                              | P                                               | NI                                              | P                                               | Ref.   | NI | NI | NI | [ 35 ] |
| 8 de septiembre  | Cámara de Comercio de Lima    | Fernando Chevarría               | A                                               | P                                               | P                                                             | P                                               | P                                               | P                                               | NI                                              | P                                               | [ 36 ] |    |    |    |        |
| 11 de septiembre | Latina Televisión             | Mónica Delta Pedro Tenorio       | P                                               | P                                               | P                                                             | P                                               | P                                               | P                                               | NI                                              | P                                               | [ 37 ] |    |    |    |        |
| 25 de septiembre | Jurado Nacional de Elecciones | Carlos Cornejo Josefina Townsend | P                                               | P                                               | P                                                             | P                                               | P                                               | P                                               | P                                               | P                                               | [ 38 ] |    |    |    |        |

## Sondeos de opinión
Las siguientes tablas enumeran las estimaciones de la intención de voto en orden cronológico inverso, mostrando las más recientes primero y utilizando las fechas en las que se realizó el trabajo de campo de la encuesta. Cuando se desconocen las fechas del trabajo de campo, se proporciona la fecha de publicación.
Leyenda:
     Sondeo realizado en el periodo de prohibición legal de la difusión de sondeos de intención de voto.

### Intención de voto
La siguiente tabla enumera las estimaciones ponderadas (sin incluir votos en blanco y nulos) de la intención de voto.
| Encuestadora/Medio                  | Fecha             | Muestra | Rafael López Aliaga | Daniel Urresti | George Forsyth | Elizabeth León | Omar Chehade | Gonzalo Alegría | María Soto | Yuri Castro | Dif. |  |  |  |
| ----------------------------------- | ----------------- | ------- | ------------------- | -------------- | -------------- | -------------- | ------------ | --------------- | ---------- | ----------- | ---- |  |  |  |
| Encuestadora/Medio                  | Fecha             | Muestra |                     |                |                |                |              |                 |            |             |      |  |  |  |
| Elecciones municipales de 2022      | 2 oct 2022        | —       | 26.3                | 25.3           | 18.9           | 10.9           | 7.1          | 6.4             | 3.5        | 1.5         | 1.0  |  |  |  |
|                                     |                   |         |                     |                |                |                |              |                 |            |             |      |  |  |  |
| Ipsos Perú/América                  | 2 oct 2022        | ?       | 25.9                | 25.9           | 18.8           | 10.3           | 7.2          | 6.6             | 3.6        | 1.7         | —    |  |  |  |
| Ipsos Perú/América                  | 2 oct 2022        | ?       | 26.8                | 25.8           | 19.4           | 8.7            | 7.5          | 6.5             | 4.1        | 1.2         | 1.0  |  |  |  |
| Ipsos Perú                          | 1 oct 2022        | 3500    | 25.4                | 25.4           | 20.2           | 8.4            | 8.3          | 6.3             | 4.5        | 1.5         | —    |  |  |  |
| Sensor                              | 1 oct 2022        | 1200    | 26.5                | 26.1           | 18.6           | 5.1            | 11.3         | 6.8             | 3.1        | 2.6         | 0.4  |  |  |  |
| CPI                                 | 30 sep 2022       | 1600    | 26.2                | 25.8           | 22.9           | 7.0            | 7.1          | 6.9             | 3.3        | 0.8         | 0.4  |  |  |  |
| CIT                                 | 30 sep 2022       | 1200    | 29.6                | 28.3           | 18.4           | 5.8            | 7.2          | 5.6             | 3.6        | 1.4         | 1.3  |  |  |  |
| CPI/Panamericana                    | 24–25 sep 2022    | 4150    | 25.9                | 28.1           | 18.4           | 3.8            | 10.0         | 6.9             | 4.6        | 2.3         | 2.2  |  |  |  |
| Ipsos Perú/América                  | 22–23 sep 2022    | 802     | 26.7                | 28.4           | 19.9           | 5.3            | 6.9          | 5.9             | 5.2        | 1.7         | 1.7  |  |  |  |
| CIT/Expreso                         | 21–23 sep 2022    | 1200    | 31.1                | 34.0           | 14.4           | 3.4            | 5.7          | 6.7             | 3.5        | 1.3         | 2.9  |  |  |  |
| IEP/La República                    | 19–22 sep 2022    | 384     | 22.8                | 26.5           | 22.3           | 3.3            | 2.2          | 10.1            | 3.0        | 3.0         | 3.7  |  |  |  |
| Sensor                              | 20–21 sep 2022    | 500     | 26.0                | 24.7           | 19.2           | 5.5            | 9.6          | 8.2             | 5.5        | 1.4         | 1.3  |  |  |  |
| Datum Internacional/Perú 21/Gestión | 19–21 sep 2022    | 400     | 26.0                | 27.9           | 14.3           | 4.9            | 8.1          | 8.1             | 6.5        | 4.2         | 1.9  |  |  |  |
| Imasolu                             | 18–20 sep 2022    | 3000    | 23.9                | 38.0           | 25.4           | 5.6            | 1.4          | 1.4             | –          | 4.2         | 12.6 |  |  |  |
| Sensor                              | 12–13 sep 2022    | 500     | 33.8                | 29.7           | 14.9           | 4.1            | 6.8          | 5.4             | 2.7        | 1.4         | 4.1  |  |  |  |
| Ipsos Perú/El Comercio              | 8–9 sep 2022      | 501     | 28.4                | 32.2           | 18.3           | 3.1            | 9.4          | 4.8             | –          | 3.8         | 3.8  |  |  |  |
| CPI/RPP                             | 6–9 sep 2022      | 1307    | 32.3                | 33.1           | 21.2           | 1.7            | 4.7          | 5.5             | –          | 1.6         | 0.8  |  |  |  |
| Datum Internacional/Perú 21/Gestión | 3–7 sep 2022      | 403     | 25.6                | 31.4           | 18.6           | 2.3            | 9.9          | 4.2             | 5.4        | 2.6         | 5.8  |  |  |  |
| CIT                                 | 26–28 ago 2022    | 1200    | 34.4                | 32.5           | 14.2           | 2.2            | 10.4         | 4.1             | –          | 2.1         | 1.9  |  |  |  |
| Imasolu/Exitosa                     | 16–18 ago 2022    | 1200    | 30.8                | 34.6           | 23.1           | 5.1            | 1.3          | 1.3             | –          | 3.8         | 3.8  |  |  |  |
| IDICE/La Razón                      | 16 ago 2022       | 500     | 27.9                | 32.8           | 14.8           | 1.6            | 18.0         | 1.6             | –          | –           | 4.9  |  |  |  |
| Ipsos Perú/América                  | 11–12 ago 2022    | 500     | 32.8                | 38.8           | 16.4           | 3.0            | 3.0          | 3.0             | –          | 3.0         | 6.0  |  |  |  |
| CPI/ATV                             | 3–10 ago 2022     | 1200    | 34.5                | 36.5           | 15.7           | 1.8            | 6.6          | 4.2             | –          | 0.6         | 2.0  |  |  |  |
| CIT/Expreso                         | 6–8 ago 2022      | 1200    | 37.6                | 36.2           | 15.9           | –              | 5.8          | –               | –          | –           | 1.4  |  |  |  |
| IEP/La República                    | 1–4 ago 2022      | 377     | 29.8                | 34.1           | 17.9           | 0.7            | 3.6          | 1.5             | –          | 2.7         | 4.3  |  |  |  |
| Datum Internacional/Perú 21/Gestión | 1–3 ago 2022      | 401     | 28.8                | 39.0           | 13.6           | 1.7            | 1.7          | 1.7             | –          | 1.7         | 10.2 |  |  |  |
| IDICE/La Razón                      | 16–18 jul 2022    | 500     | 24.7                | 26.0           | 16.4           | –              | 13.7         | 5.5             | –          | –           | 1.3  |  |  |  |
| Ipsos Perú/El Comercio              | 14–15 jul 2022    | 502     | 34.4                | 36.1           | 14.8           | –              | –            | –               | –          | –           | 1.7  |  |  |  |
| Datum Internacional/Perú 21/Gestión | 8–12 jul 2022     | 400     | 33.3                | 42.1           | 15.8           | –              | –            | –               | –          | 1.8         | 8.8  |  |  |  |
| CPI/ATV                             | 28 jun–2 jul 2022 | 500     | 29.5                | 30.2           | 13.8           | 1.1            | 3.7          | 1.9             | –          | 1.4         | 0.7  |  |  |  |
| IEP/La República                    | 20–23 jun 2022    | 370     | 30.1                | 35.9           | 17.7           | 0.6            | 0.8          | 3.9             | –          | 1.4         | 5.8  |  |  |  |
| Ipsos Perú/América                  | 9–10 jun 2022     | 500     | 28.1                | 31.3           | 14.1           | 1.6            | 1.6          | 1.6             | –          | 1.6         | 3.2  |  |  |  |
| Sensor                              | 6–10 jun 2022     | 500     | 26.5                | 32.4           | 11.8           | –              | 2.9          | –               | –          | 1.5         | 5.9  |  |  |  |
| Datum Internacional/Perú 21/Gestión | 3–7 jun 2022      | 405     | 28.1                | 35.1           | 14.0           | 1.8            | –            | –               | –          | –           | 7.0  |  |  |  |
| CIT/Expreso                         | 4–6 jun 2022      | 1200    | 34.6                | 28.8           | 22.6           | –              | 3.1          | –               | –          | –           | 5.8  |  |  |  |
| CPI/RPP                             | 30 may–4 jun 2022 | 600     | 25.5                | 28.7           | 13.8           | 1.7            | 2.2          | 2.0             | –          | 2.9         | 3.2  |  |  |  |
| IDICE/La Razón                      | 26–28 may 2022    | 500     | 36.5                | 28.4           | 14.9           | –              | 5.4          | –               | –          | –           | 8.1  |  |  |  |
| IEP/La República                    | 23–26 may 2022    | 390     | 21.2                | 35.3           | 3.9            | –              | 0.4          | 2.5             | –          | 3.2         | 14.1 |  |  |  |
| IDICE/La Razón                      | 12–14 may 2022    | 500     | 29.0                | 31.9           | 18.8           | 1.4            | 7.2          | 1.4             | –          | 1.4         | 2.9  |  |  |  |
| Ipsos Perú/El Comercio              | 12–13 may 2022    | 501     | 31.3                | 31.3           | 14.1           | 1.6            | 1.6          | 1.6             | –          | 1.6         | —    |  |  |  |
| CIT/Expreso                         | 11–13 may 2022    | 700     | 33.8                | 26.5           | 21.2           | –              | 1.3          | –               | –          | –           | 7.3  |  |  |  |
| Datum Internacional/Perú 21/Gestión | 5–9 may 2022      | 405     | 33.8                | 32.3           | 13.8           | –              | 4.6          | –               | –          | –           | 1.5  |  |  |  |
| CPI/RPP                             | 25–29 abr 2022    | 600     | 23.8                | 29.1           | 15.6           | 1.0            | 1.1          | 2.2             | –          | 1.3         | 5.3  |  |  |  |
| CIT/Expreso                         | 23–25 abr 2022    | 700     | 33.0                | 26.0           | 21.4           | –              | 1.8          | –               | –          | –           | 7.0  |  |  |  |
| IDICE/La Razón                      | 18 abr 2022       | 500     | 28.0                | 29.3           | 18.3           | 1.2            | 6.1          | –               | –          | 1.2         | 1.3  |  |  |  |
| Sensor                              | 16–17 abr 2022    | 500     | 26.7                | 28.3           | 16.7           | –              | 8.3          | –               | –          | 1.7         | 1.6  |  |  |  |
| Ipsos Perú/América                  | 7 abr 2022        | 504     | 28.8                | 27.3           | 13.6           | –              | –            | –               | –          | 1.5         | 1.5  |  |  |  |
| Datum Internacional/Perú 21/Gestión | 2–4 abr 2022      | 335     | 27.9                | 30.9           | 14.7           | –              | –            | –               | –          | –           | 3.0  |  |  |  |
| CPI                                 | 21–25 mar 2022    | 500     | 24.6                | 22.0           | 13.4           | –              | –            | –               | –          | –           | 2.6  |  |  |  |
| IDICE/La Razón                      | 17 mar 2022       | 500     | 27.2                | 30.4           | 19.6           | –              | 6.5          | –               | –          | –           | 3.2  |  |  |  |
| CIT/Expreso                         | 11–13 mar 2022    | 509     | 33.2                | 25.9           | 19.2           | –              | 0.6          | –               | –          | –           | 7.3  |  |  |  |
| Sensor                              | 7–10 mar 2022     | 500     | 23.3                | 23.3           | 16.7           | –              | –            | –               | –          | –           | —    |  |  |  |
| Ipsos Perú/El Comercio              | 8 mar 2022        | 463     | 27.5                | 29.0           | 15.9           | –              | –            | –               | –          | 1.4         | 1.5  |  |  |  |
| IDICE/La Razón                      | 28 feb 2022       | 500     | 25.3                | 27.5           | 22.0           | –              | 5.5          | –               | –          | –           | 2.2  |  |  |  |
| IDICE/La Razón                      | 15 feb 2022       | 500     | 18.3                | 28.0           | 15.9           | –              | –            | –               | –          | –           | 9.7  |  |  |  |
| CIT/Expreso                         | 11–13 feb 2022    | 500     | 22.1                | 19.0           | 9.5            | –              | –            | –               | –          | –           | 3.1  |  |  |  |
| Ipsos Perú/América                  | 10–11 feb 2022    | 466     | 25.0                | 25.0           | 14.7           | –              | –            | –               | –          | 2.9         | —    |  |  |  |
| CPI/Latina                          | 3–11 feb 2022     | 3500    | 20.8                | 22.6           | 16.4           | –              | –            | –               | –          | –           | 1.8  |  |  |  |
| Sensor                              | 1–4 feb 2022      | 500     | 27.6                | 17.2           | 15.5           | –              | –            | –               | –          | –           | 10.4 |  |  |  |
| Sondeo Popular/JustoMedio           | 23–25 ene 2022    | 600     | 26.8                | 29.6           | 16.9           | –              | –            | –               | –          | –           | 2.8  |  |  |  |
| Ipsos Perú/El Comercio              | 13–14 ene 2022    | 460     | 26.8                | 18.3           | 14.1           | –              | –            | –               | –          | –           | 8.5  |  |  |  |
| IDICE                               | 17 dic 2021       | 500     | 23.6                | 23.6           | 9.7            | –              | –            | –               | –          | –           | —    |  |  |  |
| Ipsos Perú/El Comercio              | 9–10 dic 2021     | 462     | 24.2                | 17.7           | 9.7            | –              | –            | –               | –          | –           | 6.5  |  |  |  |

### Preferencias de voto
La siguiente tabla enumera las preferencias de voto en bruto (incluyendo blancos, viciados y sin respuesta) y no ponderadas.
| Encuestadora/Medio                  | Fecha             | Muestra | Rafael López Aliaga | Daniel Urresti | George Forsyth | Elizabeth León | Omar Chehade | Gonzalo Alegría | María Soto | Yuri Castro | B/V  | NS/NO | Dif. |  |  |  |
| ----------------------------------- | ----------------- | ------- | ------------------- | -------------- | -------------- | -------------- | ------------ | --------------- | ---------- | ----------- | ---- | ----- | ---- |  |  |  |
| Encuestadora/Medio                  | Fecha             | Muestra |                     |                |                |                |              |                 |            |             |      |       |      |  |  |  |
| Elecciones municipales de 2022      | 2 oct 2022        | —       | 23.5                | 22.6           | 16.9           | 9.7            | 6.3          | 5.7             | 3.1        | 1.3         | 10.8 | –     | 0.9  |  |  |  |
|                                     |                   |         |                     |                |                |                |              |                 |            |             |      |       |      |  |  |  |
| Ipsos Perú                          | 1 oct 2022        | 3500    | 21.8                | 21.8           | 17.4           | 7.3            | 7.1          | 5.4             | 3.9        | 1.3         | 14.0 | –     | —    |  |  |  |
| Sensor                              | 1 oct 2022        | 1200    | 21.3                | 21.0           | 15.0           | 4.1            | 9.1          | 5.5             | 2.5        | 2.1         | 19.4 | –     | 0.3  |  |  |  |
| CPI                                 | 30 sep 2022       | 1600    | 21.5                | 21.2           | 18.9           | 5.7            | 5.8          | 5.7             | 2.7        | 0.7         | 17.8 | –     | 0.3  |  |  |  |
| CPI/Panamericana                    | 24–25 sep 2022    | 4150    | 23.1                | 25.0           | 16.4           | 3.4            | 8.9          | 6.1             | 4.1        | 2.1         | 10.9 | 10.0  | 2.1  |  |  |  |
| Ipsos Perú/América                  | 22–23 sep 2022    | 802     | 22.4                | 23.9           | 16.7           | 4.5            | 5.8          | 5.0             | 4.4        | 1.4         | 15.9 | –     | 1.5  |  |  |  |
| Ipsos Perú/América                  | 22–23 sep 2022    | 782     | 23                  | 25             | 18             | 2              | 3            | 4               | 2          | 1           | 12   | 10    | 2    |  |  |  |
| CIT/Expreso                         | 21–23 sep 2022    | 1200    | 22.4                | 24.5           | 10.3           | 2.4            | 4.1          | 4.8             | 2.5        | 0.9         | 28.0 | –     | 2.1  |  |  |  |
| IEP/La República                    | 19–22 sep 2022    | 384     | 16.7                | 19.4           | 16.3           | 2.4            | 1.6          | 7.4             | 2.2        | 2.2         | 13.1 | 13.8  | 2.7  |  |  |  |
| Sensor                              | 20–21 sep 2022    | 500     | 19                  | 18             | 14             | 4              | 7            | 6               | 4          | 1           | –    | 27    | 1    |  |  |  |
| Datum Internacional/Perú 21/Gestión | 19–21 sep 2022    | 400     | 20.0                | 21.5           | 11.0           | 3.8            | 6.3          | 6.3             | 5.0        | 3.3         | 22.8 | –     | 1.5  |  |  |  |
| Datum Internacional/Perú 21/Gestión | 19–21 sep 2022    | 400     | 23.0                | 25.5           | 15.3           | 3.0            | 1.5          | 4.3             | –          | 1.5         | 16.2 | 9.7   | 2.5  |  |  |  |
| Imasolu                             | 18–20 sep 2022    | 3000    | 17                  | 27             | 18             | 4              | 1            | 1               | –          | 3           | 5    | 24    | 9    |  |  |  |
| Imasolu                             | 18–20 sep 2022    | 3000    | 18                  | 33             | 22             | 4              | 1            | 1               | –          | 3           | 10   | 12    | 11   |  |  |  |
| Sensor                              | 12–13 sep 2022    | 500     | 25                  | 22             | 11             | 3              | 5            | 4               | 2          | 1           | –    | 26    | 3    |  |  |  |
| Ipsos Perú/El Comercio              | 8–9 sep 2022      | 501     | 23.6                | 26.6           | 15.2           | 2.6            | 7.8          | 4.0             | –          | 3.1         | 17.1 | –     | 3.0  |  |  |  |
| Ipsos Perú/El Comercio              | 8–9 sep 2022      | 501     | 25                  | 27             | 15             | 3              | 4            | 3               | –          | 2           | 9    | 12    | 2    |  |  |  |
| CPI/RPP                             | 6–9 sep 2022      | 1307    | 20.7                | 21.2           | 13.6           | 1.1            | 3.0          | 3.5             | –          | 1.0         | 20.4 | 15.5  | 0.5  |  |  |  |
| Datum Internacional/Perú 21/Gestión | 3–7 sep 2022      | 403     | 19.9                | 24.3           | 14.4           | 1.2            | 7.7          | 3.2             | 4.2        | 2.0         | 22.6 | –     | 4.4  |  |  |  |
| Datum Internacional/Perú 21/Gestión | 3–7 sep 2022      | 403     | 25                  | 27             | 11             | 1              | 2            | 3               | –          | 1           | 19   | 11    | 2    |  |  |  |
| CIT                                 | 26–28 ago 2022    | 1200    | 24.3                | 23.0           | 10.0           | 1.6            | 7.3          | 2.9             | –          | 1.5         | 29.3 | –     | 1.3  |  |  |  |
| Imasolu/Exitosa                     | 16–18 ago 2022    | 1200    | 24                  | 27             | 18             | 4              | 1            | 1               | –          | 3           | 10   | 12    | 3    |  |  |  |
| IDICE/La Razón                      | 16 ago 2022       | 500     | 17                  | 20             | 9              | 1              | 11           | 1               | –          | –           | –    | 39    | 3    |  |  |  |
| Ipsos Perú/América                  | 11–12 ago 2022    | 500     | 22                  | 26             | 11             | 2              | 2            | 2               | –          | 2           | 12   | 21    | 4    |  |  |  |
| CPI/ATV                             | 3–10 ago 2022     | 1200    | 21.5                | 22.8           | 9.8            | 1.1            | 4.1          | 2.6             | –          | 0.4         | 22.3 | 15.3  | 1.3  |  |  |  |
| CIT/Expreso                         | 6–8 ago 2022      | 1200    | 24.2                | 23.3           | 10.2           | –              | 3.7          | –               | –          | –           | 13.4 | 22.3  | 0.9  |  |  |  |
| IEP/La República                    | 1–4 ago 2022      | 377     | 22.2                | 25.4           | 13.3           | 0.5            | 2.7          | 1.1             | –          | 2.0         | 16.7 | 8.8   | 3.2  |  |  |  |
| Datum Internacional/Perú 21/Gestión | 1–3 ago 2022      | 401     | 17                  | 23             | 8              | 1              | 1            | 1               | –          | 1           | 24   | 17    | 6    |  |  |  |
| IDICE/La Razón                      | 16–18 jul 2022    | 500     | 18                  | 19             | 12             | –              | 10           | 4               | –          | –           | –    | 27    | 1    |  |  |  |
| Ipsos Perú/El Comercio              | 14–15 jul 2022    | 502     | 21                  | 22             | 9              | –              | –            | –               | –          | –           | 15   | 24    | 1    |  |  |  |
| Datum Internacional/Perú 21/Gestión | 8–12 jul 2022     | 400     | 19                  | 24             | 9              | –              | –            | –               | –          | 1           | 21   | 22    | 5    |  |  |  |
| CPI/ATV                             | 28 jun–2 jul 2022 | 500     | 16.7                | 17.1           | 7.8            | 0.6            | 2.1          | 1.1             | –          | 0.8         | 23.8 | 19.6  | 0.4  |  |  |  |
| IEP/La República                    | 20–23 jun 2022    | 370     | 18.7                | 22.3           | 11.0           | 0.4            | 0.5          | 2.4             | –          | 0.9         | 22.7 | 15.2  | 3.6  |  |  |  |
| Ipsos Perú/América                  | 9–10 jun 2022     | 500     | 18                  | 20             | 9              | 1              | 1            | 1               | –          | 1           | 8    | 28    | 2    |  |  |  |
| Sensor                              | 6–10 jun 2022     | 500     | 18                  | 22             | 8              | –              | 2            | –               | –          | 1           | –    | 32    | 4    |  |  |  |
| Datum Internacional/Perú 21/Gestión | 3–7 jun 2022      | 405     | 16                  | 20             | 8              | 1              | –            | –               | –          | –           | 21   | 22    | 4    |  |  |  |
| CIT/Expreso                         | 4–6 jun 2022      | 1200    | 25.7                | 21.4           | 16.8           | –              | 2.3          | –               | –          | –           | 9.1  | 16.7  | 4.3  |  |  |  |
| CPI/RPP                             | 30 may–4 jun 2022 | 600     | 15.2                | 17.1           | 8.2            | 1.0            | 1.3          | 1.2             | –          | 1.7         | 22.2 | 18.2  | 1.9  |  |  |  |
| IDICE/La Razón                      | 26–28 may 2022    | 500     | 27                  | 21             | 11             | –              | 4            | –               | –          | –           | –    | 26    | 6    |  |  |  |
| IEP/La República                    | 23–26 may 2022    | 390     | 6.0                 | 10.0           | 1.1            | –              | 0.1          | 0.7             | –          | 0.9         | 17.4 | 54.3  | 4.0  |  |  |  |
| IDICE/La Razón                      | 12–14 may 2022    | 500     | 20                  | 22             | 13             | 1              | 5            | 1               | –          | 1           | –    | 31    | 2    |  |  |  |
| Ipsos Perú/El Comercio              | 12–13 may 2022    | 501     | 20                  | 20             | 9              | 1              | 1            | 1               | –          | 1           | 8    | 28    | —    |  |  |  |
| CIT/Expreso                         | 11–13 may 2022    | 700     | 25.5                | 20.0           | 16.0           | –              | 1.0          | –               | –          | –           | 6.1  | 18.5  | 5.5  |  |  |  |
| Datum Internacional/Perú 21/Gestión | 5–9 may 2022      | 405     | 22                  | 21             | 9              | –              | 3            | –               | –          | –           | 23   | 12    | 1    |  |  |  |
| CPI/RPP                             | 25–29 abr 2022    | 600     | 17.1                | 20.9           | 11.2           | 0.7            | 0.8          | 1.6             | –          | 0.9         | 16.4 | 11.9  | 3.8  |  |  |  |
| CIT/Expreso                         | 23–25 abr 2022    | 700     | 24.1                | 19.0           | 15.6           | –              | 1.3          | –               | –          | –           | 6.6  | 20.4  | 5.1  |  |  |  |
| IDICE/La Razón                      | 18 abr 2022       | 500     | 23                  | 24             | 15             | 1              | 5            | –               | –          | 1           | –    | 18    | 1    |  |  |  |
| Sensor                              | 16–17 abr 2022    | 500     | 16                  | 17             | 10             | –              | 5            | –               | –          | 1           | –    | 40    | 1    |  |  |  |
| Ipsos Perú/América                  | 7 abr 2022        | 504     | 19                  | 18             | 9              | –              | –            | –               | –          | 1           | 12   | 22    | 1    |  |  |  |
| Datum Internacional/Perú 21/Gestión | 2–4 abr 2022      | 335     | 19                  | 21             | 10             | –              | –            | –               | –          | –           | 22   | 10    | 2    |  |  |  |
| CPI                                 | 21–25 mar 2022    | 500     | 18.6                | 16.6           | 10.1           | –              | –            | –               | –          | –           | 14.6 | 9.8   | 2.0  |  |  |  |
| IDICE/La Razón                      | 17 mar 2022       | 500     | 25                  | 28             | 18             | –              | 6            | –               | –          | –           | –    | 8     | 3    |  |  |  |
| CIT/Expreso                         | 11–13 mar 2022    | 509     | 23.2                | 18.1           | 13.4           | –              | 0.4          | –               | –          | –           | 1.6  | 28.5  | 5.1  |  |  |  |
| Sensor                              | 7–10 mar 2022     | 500     | 14                  | 14             | 10             | –              | –            | –               | –          | –           | –    | 40    | —    |  |  |  |
| Ipsos Perú/El Comercio              | 8 mar 2022        | 463     | 19                  | 20             | 11             | –              | –            | –               | –          | 1           | 9    | 22    | 1    |  |  |  |
| IDICE/La Razón                      | 28 feb 2022       | 500     | 23                  | 25             | 20             | –              | 5            | –               | –          | –           | –    | 9     | 2    |  |  |  |
| IDICE/La Razón                      | 15 feb 2022       | 500     | 15                  | 23             | 13             | –              | –            | –               | –          | –           | –    | 18    | 8    |  |  |  |
| CIT/Expreso                         | 11–13 feb 2022    | 500     | 17.2                | 14.8           | 7.4            | –              | –            | –               | –          | –           | 14.8 | 7.2   | 2.4  |  |  |  |
| Ipsos Perú/América                  | 10–11 feb 2022    | 466     | 17                  | 17             | 10             | –              | –            | –               | –          | 2           | 12   | 20    | —    |  |  |  |
| CPI/Latina                          | 3–11 feb 2022     | 3500    | 14.6                | 15.9           | 11.5           | –              | –            | –               | –          | –           | 17.5 | 12.3  | 1.3  |  |  |  |
| Sensor                              | 1–4 feb 2022      | 500     | 16                  | 10             | 9              | –              | –            | –               | –          | –           | –    | 42    | 6    |  |  |  |
| Sondeo Popular/JustoMedio           | 23–25 ene 2022    | 600     | 19                  | 21             | 12             | –              | –            | –               | –          | –           | 29   | –     | 2    |  |  |  |
| Ipsos Perú/El Comercio              | 13–14 ene 2022    | 460     | 19                  | 13             | 10             | –              | –            | –               | –          | –           | 9    | 20    | 6    |  |  |  |
| IDICE                               | 17 dic 2021       | 500     | 17                  | 17             | 7              | –              | –            | –               | –          | –           | –    | 28    | —    |  |  |  |
| Ipsos Perú/El Comercio              | 9–10 dic 2021     | 462     | 15                  | 11             | 6              | –              | –            | –               | –          | –           | 16   | 22    | 4    |  |  |  |

## Resultados

### Sumario general
| |                                |              |              |              |           |           |
| Partidos y coaliciones | Partidos y coaliciones         | Voto popular | Voto popular | Voto popular | Regidores | Regidores |
| Partidos y coaliciones | Partidos y coaliciones         | Votos        | %            | +/−          | Total     | +/−       |
| | Renovación Popular (RP)1       | 1,402,627    | 26.34        | +23.76       | 21        | +20       |
| | Podemos Perú (PP)              | 1,349,725    | 25.35        | +5.66        | 7         | –1        |
| | Somos Perú (SP)                | 1,007,979    | 18.93        | +15.34       | 5         | +4        |
| | Frente de la Esperanza (FE)    | 581,269      | 10.92        | Nuevo        | 3         | +3        |
| | Alianza para el Progreso (APP) | 378,642      | 7.11         | +3.59        | 2         | +1        |
| | Juntos por el Perú (JP)        | 339,570      | 6.38         | +5.63        | 1         | +1        |
| | Avanza País (AvP)              | 186,529      | 3.50         | +2.75        | 0         | ±0        |
| | Perú Libre (PL)2               | 78,364       | 1.47         | –2.42        | 0         | –1        |
| |                                |              |              |              |           |           |
| Total | Total                          | 5,324,705    |              |              | 39        | ±0        |
| |                                |              |              |              |           |           |
| Votos válidos | Votos válidos                  | 5,324,705    | 89.24        | +1.21        |           |           |
| Votos en blanco | Votos en blanco                | 196,726      | 3.30         | +0.65        |           |           |
| Votos nulos | Votos nulos                    | 445,184      | 7.46         | –1.86        |           |           |
| Votos emitidos | Votos emitidos                 | 5,966,615    | 78.58        | –3.98        |           |           |
| Abstenciones | Abstenciones                   | 1,626,488    | 21.42        | +3.98        |           |           |
| Votantes registrados | Votantes registrados           | 7,593,103    |              |              |           |           |
| |                                |              |              |              |           |           |
| Fuente: |                                |              |              |              |           |           |

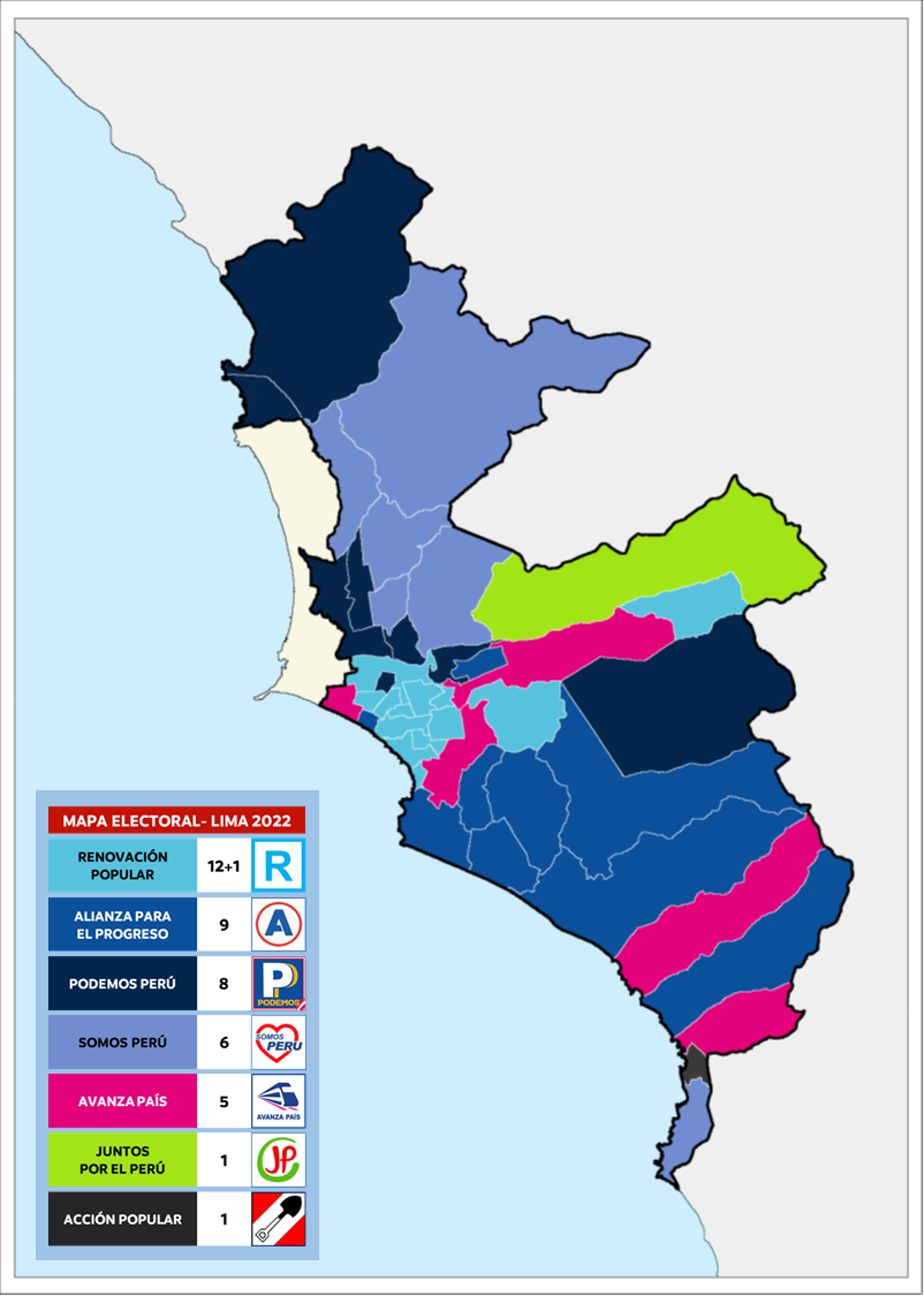
Elecciones municipales distritales de Lima de 2022.

| Notas al pie: 1 Comparado con los resultados de Solidaridad Nacional (SN) en las elecciones de 2018. 2 Comparado con los resultados de Perú Libertario (PL) en las elecciones de 2018. |                                |              |              |              |           |           |
| Notas al pie: |                                |              |              |              |           |           |
| 1 Comparado con los resultados de Solidaridad Nacional (SN) en las elecciones de 2018. 2 Comparado con los resultados de Perú Libertario (PL) en las elecciones de 2018.               |                                |              |              |              |           |           |

### Resultados por distrito
| Distrito                | RP        | RP    | PP        | PP    | SP        | SP    | FE      | FE    | APP     | APP   | JP      | JP    | AvP     | AvP   | PL     | PL   |      |
| Distrito                | V         | %     | V         | %     | V         | %     | V       | %     | V       | %     | V       | %     | V       | %     | V      | %    |      |
| ----------------------- | --------- | ----- | --------- | ----- | --------- | ----- | ------- | ----- | ------- | ----- | ------- | ----- | ------- | ----- | ------ | ---- | ---- |
| Distrito                | Ancón     | 3,725 | 13.28     | 9,332 | 33.27     | 5,987 | 21.35   | 2,043 | 7.28    | 3,587 | 12.79   | 1,679 | 5.99    | 1,228 | 4.38   | 465  | 1.67 |
| Ate                     | 57,374    | 17.49 | 98,373    | 29.99 | 52,069    | 15.87 | 27,911  | 8.51  | 26,140  | 7.97  | 25,113  | 7.66  | 32,851  | 10.01 | 8,191  | 2.50 |      |
| Barranco                | 11,604    | 36.92 | 5,766     | 18.34 | 6,401     | 20.37 | 2,772   | 8.82  | 2,193   | 6.98  | 1,628   | 5.18  | 845     | 2.69  | 223    | 0.71 |      |
| Breña                   | 22,721    | 31.15 | 18,676    | 25.61 | 14,022    | 19.23 | 8,240   | 11.30 | 2,473   | 3.39  | 3,813   | 5.23  | 2,435   | 3.34  | 552    | 0.76 |      |
| Carabayllo              | 30,418    | 19.24 | 43,980    | 27.82 | 33,394    | 21.12 | 15,708  | 9.94  | 16,434  | 10.40 | 11,655  | 7.37  | 2,868   | 1.81  | 3,636  | 2.30 |      |
| Chaclacayo              | 8,111     | 28.42 | 6,491     | 22.74 | 5,360     | 18.78 | 3,014   | 10.56 | 1,301   | 4.56  | 1,733   | 6.07  | 1,675   | 5.87  | 855    | 3.00 |      |
| Chorrillos              | 47,107    | 25.27 | 45,127    | 24.20 | 37,965    | 20.36 | 19,623  | 10.53 | 19,904  | 10.68 | 10,466  | 5.61  | 4,229   | 2.27  | 2,028  | 1,09 |      |
| Cieneguilla             | 3,993     | 20.89 | 6,720     | 35.16 | 4,525     | 23.67 | 1,168   | 6.11  | 821     | 4.30  | 1,299   | 6.80  | 279     | 1.46  | 310    | 1.62 |      |
| Comas                   | 60,134    | 19.37 | 79,220    | 25.52 | 66,277    | 21.35 | 42,609  | 13.72 | 23,290  | 7.50  | 22,269  | 7.17  | 12,193  | 3.93  | 4,457  | 1.44 |      |
| El Agustino             | 21,626    | 18.28 | 42,002    | 35.50 | 17,652    | 14.92 | 12,067  | 10.20 | 11,493  | 9.72  | 7,544   | 6.38  | 3,623   | 3.06  | 2,294  | 1.94 |      |
| Independencia           | 25,923    | 20.65 | 36,433    | 29.02 | 29,604    | 23.58 | 12,671  | 10.09 | 6,433   | 5.12  | 8,075   | 6.43  | 3,857   | 3.07  | 2,529  | 2.01 |      |
| Jesús María             | 32,604    | 40.79 | 12,457    | 15.58 | 15,891    | 19.88 | 11,095  | 13.88 | 1,975   | 2.47  | 2,811   | 3.52  | 2,636   | 3.30  | 461    | 0.58 |      |
| La Molina               | 54,075    | 46.75 | 18,117    | 15.66 | 19,215    | 16.61 | 10,243  | 8.86  | 3,847   | 3.33  | 4,491   | 3.88  | 4,952   | 4.28  | 733    | 0.63 |      |
| La Victoria             | 39,609    | 29.61 | 32,661    | 24.42 | 32,016    | 23.93 | 12,624  | 9.44  | 5,752   | 4,30  | 6,923   | 5.18  | 2,262   | 1.69  | 1,923  | 1.44 |      |
| Lima                    | 62,332    | 29.25 | 52,978    | 24.86 | 43,607    | 20.46 | 25,787  | 12.10 | 7,677   | 3.60  | 13,130  | 6.16  | 4,512   | 2.12  | 3,103  | 1.46 |      |
| Lince                   | 22,279    | 39.11 | 9,710     | 17.04 | 12,626    | 22.16 | 6,091   | 10.69 | 1,809   | 3.18  | 2,502   | 4.39  | 1,424   | 2.50  | 527    | 0.93 |      |
| Los Olivos              | 52,053    | 24.49 | 59,913    | 28.19 | 38,596    | 18.16 | 27,925  | 13.14 | 8,270   | 3.89  | 16,879  | 7.94  | 5,635   | 2.65  | 3,263  | 1.54 |      |
| Lurigancho-Chosica      | 19,396    | 19.17 | 25,400    | 25.11 | 15,518    | 15.34 | 10,769  | 10.65 | 9,595   | 9.48  | 15,764  | 15.58 | 2,565   | 2.54  | 2,156  | 2.13 |      |
| Lurín                   | 11,320    | 23.05 | 9,960     | 20.28 | 11,479    | 23.38 | 4,197   | 8.55  | 8,512   | 17.33 | 2,436   | 4.96  | 727     | 1.48  | 474    | 0.97 |      |
| Magdalena del Mar       | 21,603    | 43.15 | 6,792     | 13.57 | 9,917     | 19.81 | 5,276   | 10.54 | 4,071   | 8.13  | 1,375   | 2.75  | 820     | 1.64  | 214    | 0.43 |      |
| Miraflores              | 46,868    | 55.85 | 8,070     | 9.62  | 15,672    | 18.68 | 7,064   | 8.42  | 2,331   | 2.78  | 1,815   | 2.16  | 1,746   | 2.08  | 347    | 0.41 |      |
| Pachacámac              | 7,177     | 12.30 | 14,407    | 24.69 | 16,110    | 27.61 | 4,357   | 7.47  | 10,015  | 17.16 | 4,294   | 7.36  | 1,165   | 2.00  | 825    | 1.41 |      |
| Pucusana                | 799       | 9.05  | 2,028     | 22.98 | 1,997     | 22.63 | 1,460   | 16.54 | 768     | 8.70  | 796     | 9.02  | 763     | 8.65  | 214    | 2.42 |      |
| Pueblo Libre            | 28,940    | 42.52 | 10,104    | 14.85 | 13,577    | 19.95 | 8,002   | 11.76 | 2,877   | 4.23  | 2,543   | 3.74  | 1,652   | 2.43  | 368    | 0.54 |      |
| Puente Piedra           | 41,235    | 23.58 | 35,890    | 20.53 | 41,380    | 23.67 | 17,493  | 10.00 | 13,594  | 7.77  | 13,835  | 7.91  | 8,752   | 5.01  | 2,665  | 1.52 |      |
| Punta Hermosa           | 1,473     | 29.94 | 950       | 19.31 | 1,097     | 22.30 | 294     | 5.97  | 408     | 8.29  | 155     | 3.15  | 507     | 10.30 | 35     | 0.71 |      |
| Punta Negra             | 1,147     | 25.67 | 921       | 20.61 | 877       | 19.62 | 585     | 13.09 | 493     | 11.03 | 177     | 3.96  | 222     | 4.96  | 46     | 1.03 |      |
| Rímac                   | 31,536    | 26.47 | 34,803    | 29.21 | 19,613    | 16.46 | 17,167  | 14.41 | 4,964   | 4.16  | 6,519   | 5.47  | 2,818   | 2.36  | 1,710  | 1.29 |      |
| San Bartolo             | 903       | 16.68 | 1,149     | 23.77 | 1,054     | 21.60 | 304     | 6.29  | 167     | 3.86  | 179     | 3.70  | 1,022   | 21.14 | 35     | 0.72 |      |
| San Borja               | 47,091    | 55.02 | 9,408     | 10.99 | 15,766    | 18.42 | 7,650   | 8.93  | 1,928   | 2.25  | 2,055   | 2.40  | 1,366   | 1.59  | 323    | 0.37 |      |
| San Isidro              | 29,441    | 61.64 | 3,814     | 7.98  | 7,961     | 16.66 | 3,533   | 7.39  | 897     | 1.87  | 875     | 1.83  | 1,113   | 2.33  | 126    | 0.26 |      |
| San Juan de Lurigancho  | 111,039   | 20.07 | 150,546   | 27.21 | 107,165   | 19.37 | 61,361  | 11.09 | 46,350  | 8.37  | 44,229  | 7.99  | 21,226  | 3.83  | 11,267 | 2.03 |      |
| San Juan de Miraflores  | 54,955    | 23.14 | 65,353    | 27.51 | 38,430    | 16.18 | 29,624  | 12.47 | 20,340  | 8.56  | 17,507  | 7.37  | 8,318   | 3.50  | 2,958  | 1.24 |      |
| San Luis                | 13,953    | 32.55 | 9,602     | 22.40 | 9,081     | 21.19 | 4,060   | 9.47  | 2,008   | 4.68  | 2,239   | 5.22  | 1,474   | 3.44  | 437    | 1.02 |      |
| San Martín de Porres    | 87,400    | 23.97 | 115,410   | 31.66 | 67,524    | 18.52 | 43,565  | 11.95 | 16,526  | 4.53  | 20,195  | 5.54  | 8,190   | 2.24  | 5,704  | 1.56 |      |
| San Miguel              | 42,193    | 41.66 | 15,640    | 15.44 | 16,413    | 18.18 | 12,151  | 11.99 | 2,757   | 2.72  | 3,032   | 2.99  | 6,540   | 6.45  | 549    | 0.54 |      |
| Santa Anita             | 25,927    | 18.49 | 44,712    | 31.89 | 20,966    | 14.95 | 15,273  | 10.89 | 17,029  | 12.14 | 10,342  | 7.37  | 3,368   | 2.40  | 2,549  | 1.81 |      |
| Santa María del Mar     | 416       | 43.02 | 131       | 13.55 | 222       | 22.96 | 69      | 7.14  | 20      | 2.07  | 51      | 5.27  | 49      | 5.07  | 9      | 0.93 |      |
| Santa Rosa              | 1,575     | 14.33 | 3,215     | 29.25 | 1,981     | 18.02 | 1,125   | 10.23 | 703     | 6.39  | 676     | 6.15  | 1,278   | 11.63 | 436    | 3.96 |      |
| Santiago de Surco       | 104,387   | 45.81 | 32,772    | 14.38 | 41,918    | 18.39 | 21,686  | 9.51  | 8,581   | 3.76  | 6,641   | 2.91  | 10,512  | 4.61  | 1,372  | 0.60 |      |
| Surquillo               | 25,644    | 37.11 | 12,755    | 18.46 | 14,737    | 21.33 | 7,141   | 10.33 | 4,759   | 6.88  | 2,311   | 3.34  | 1,106   | 1.60  | 639    | 0.92 |      |
| Villa El Salvador       | 44,354    | 17.99 | 83,377    | 33.82 | 33,941    | 13.76 | 27,063  | 10.97 | 29,780  | 12.08 | 19,539  | 7.92  | 5,502   | 2.23  | 2,952  | 1.19 |      |
| Villa María del Triunfo | 51,512    | 20.61 | 69,215    | 27.70 | 46,376    | 18.56 | 28,409  | 11.37 | 25,750  | 10.30 | 17,980  | 7.19  | 6,224   | 2.49  | 4,404  | 1.76 |      |
| Total                   | 1,402,627 | 26.34 | 1,349,725 | 25.35 | 1,007,979 | 18.93 | 581,269 | 10.92 | 378,642 | 7.11  | 339,570 | 6.38  | 186,529 | 3.50  | 78,364 | 1.47 |      |

### Concejo Metropolitano de Lima
| Cargo                          | Autoridad electa                | Partido político | Partido político         |
| ------------------------------ | ------------------------------- | ---------------- | ------------------------ |
| Alcalde Metropolitano de Lima  | Rafael López-Aliaga Cazorla     |                  | Renovación Popular       |
| Regidor Metropolitano de Lima  | Renzo Reggiardo Barreto         |                  | Renovación Popular       |
| Regidora Metropolitana de Lima | Fabiola Morales Castillo        |                  | Renovación Popular       |
| Regidor Metropolitano de Lima  | Julio Gagó Pérez                |                  | Renovación Popular       |
| Regidora Metropolitana de Lima | Roxana Rocha Gallegos           |                  | Renovación Popular       |
| Regidor Metropolitano de Lima  | José Tisoc Lindley              |                  | Renovación Popular       |
| Regidora Metropolitana de Lima | Rosario Payet Bedoya            |                  | Renovación Popular       |
| Regidor Metropolitano de Lima  | Guillermo Valdivieso Méndez     |                  | Renovación Popular       |
| Regidora Metropolitana de Lima | María Marcet Yarrow             |                  | Renovación Popular       |
| Regidor Metropolitano de Lima  | Efraín Aguilar Pardavé          |                  | Renovación Popular       |
| Regidora Metropolitana de Lima | Deborah Inga Zapata             |                  | Renovación Popular       |
| Regidor Metropolitano de Lima  | Isaac Escobedo Ríos             |                  | Renovación Popular       |
| Regidora Metropolitana de Lima | Ahura Rocha Salazar de Trujillo |                  | Renovación Popular       |
| Regidora Metropolitana de Lima | Giuliana Correa de Balmaceda    |                  | Renovación Popular       |
| Regidor Metropolitano de Lima  | Miguel Ciccia Ciccia            |                  | Renovación Popular       |
| Regidora Metropolitana de Lima | Mirta Mondragón Guevara         |                  | Renovación Popular       |
| Regidor Metropolitano de Lima  | Leo de Paz Lancho               |                  | Renovación Popular       |
| Regidora Metropolitana de Lima | Jeanette Alonzo Contreras       |                  | Renovación Popular       |
| Regidor Metropolitano de Lima  | Luis Milla Soto                 |                  | Renovación Popular       |
| Regidora Metropolitana de Lima | Celmira Zaldaña Sevallos        |                  | Renovación Popular       |
| Regidor Metropolitano de Lima  | Juver Valentín Zúñiga           |                  | Renovación Popular       |
| Regidora Metropolitana de Lima | Lida Valdivieso Solís           |                  | Renovación Popular       |
| Regidor Metropolitano de Lima  | José Luna Morales               |                  | Podemos Perú             |
| Regidora Metropolitana de Lima | Laidy Peceros Espinoza          |                  | Podemos Perú             |
| Regidor Metropolitano de Lima  | Aron Espinoza Velarde           |                  | Podemos Perú             |
| Regidora Metropolitana de Lima | Meuner Rojas Palacios           |                  | Podemos Perú             |
| Regidor Metropolitano de Lima  | Luis Gallardo Gálvez            |                  | Podemos Perú             |
| Regidora Metropolitana de Lima | Mery Gonzáles Enríquez          |                  | Podemos Perú             |
| Regidor Metropolitano de Lima  | Reynaldo Mozo Aldunate          |                  | Podemos Perú             |
| Regidor Metropolitano de Lima  | Elvis Pomez Cano                |                  | Somos Perú               |
| Regidora Metropolitana de Lima | Danna Villegas Coral            |                  | Somos Perú               |
| Regidor Metropolitano de Lima  | Carlos Ballón Lavagna           |                  | Somos Perú               |
| Regidora Metropolitana de Lima | Fabiola Pacheco Cori            |                  | Somos Perú               |
| Regidor Metropolitano de Lima  | Alan Carrasco Bobadilla         |                  | Somos Perú               |
| Regidora Metropolitana de Lima | Luzi Toro de Jiménez            |                  | Frente de la Esperanza   |
| Regidora Metropolitana de Lima | Rosa Menéndez Mueras            |                  | Frente de la Esperanza   |
| Regidor Metropolitano de Lima  | Juan Cavero Aybar               |                  | Frente de la Esperanza   |
| Regidor Metropolitano de Lima  | Juan Adriazola Casas            |                  | Alianza para el Progreso |
| Regidora Metropolitana de Lima | Ivone Tapia Vivas               |                  | Alianza para el Progreso |
| Regidora Metropolitana de Lima | Justibel Romero Zela            |                  | Juntos por el Perú       |

## Elecciones municipales distritales

### Sumario general
| Partidos y coaliciones | Partidos y coaliciones            | Voto popular | Voto popular | Voto popular | Alcaldías | Alcaldías |
| Partidos y coaliciones | Partidos y coaliciones            | Votos        | %            | +/−          | Total     | +/−       |
| --- | --------------------------------- | ------------ | ------------ | ------------ | --------- | --------- |
| | Podemos Perú (PP)                 | 952,288      | 18.75        | +10.59       | 8         | +7        |
| | Renovación Popular (RP)1          | 881,817      | 17.37        | +12.48       | 12        | +10       |
| | Alianza para el Progreso (APP)    | 844,884      | 16.64        | +8.06        | 9         | +4        |
| | Somos Perú (SP)                   | 797,434      | 15.70        | +5.68        | 6         | –1        |
| | Avanza País (AvP)                 | 457,824      | 9.02         | +6.99        | 5         | +5        |
| | Frente de la Esperanza (FE)       | 368,289      | 7.25         | Nuevo        | 0         | ±0        |
| | Juntos por el Perú (JP)           | 187,511      | 3.69         | +2.15        | 1         | +1        |
| | Fuerza Popular (FP)               | 175,780      | 3.46         | –0.18        | 0         | ±0        |
| | Partido Morado (PM)               | 147,557      | 2.91         | Nuevo        | 0         | ±0        |
| | Acción Popular (AP)               | 139,410      | 2.75         | –11.77       | 1         | –13       |
| | Perú Libre (PL)2                  | 84,050       | 1.66         | +0.58        | 0         | ±0        |
| | Partido Patriótico del Perú (PPP) | 40,934       | 0.81         | Nuevo        | 0         | ±0        |
| |                                   |              |              |              |           |           |
| Total | Total                             | 5,077,778    |              |              | 42        | ±0        |
| |                                   |              |              |              |           |           |
| Votos válidos | Votos válidos                     | 5,077,778    | 88.58        | +3.12        |           |           |
| Votos en blanco | Votos en blanco                   | 209,421      | 3.65         | –1.41        |           |           |
| Votos nulos | Votos nulos                       | 445,495      | 7.77         | –1.71        |           |           |
| Votos emitidos | Votos emitidos                    | 5,732,694    | 78.69        | –3.95        |           |           |
| Abstenciones | Abstenciones                      | 1,552,329    | 21.31        | +3.95        |           |           |
| Votantes registrados | Votantes registrados              | 7,285,023    |              |              |           |           |
| |                                   |              |              |              |           |           |
| Fuente: |                                   |              |              |              |           |           |
| Notas al pie: 1 Comparado con los resultados de Solidaridad Nacional (SN) en las elecciones de 2018. 2 Comparado con los resultados de Perú Libertario (PL) en las elecciones de 2018. |                                   |              |              |              |           |           |
| Notas al pie: |                                   |              |              |              |           |           |
| 1 Comparado con los resultados de Solidaridad Nacional (SN) en las elecciones de 2018. 2 Comparado con los resultados de Perú Libertario (PL) en las elecciones de 2018.               |                                   |              |              |              |           |           |

### Resultados por distrito
La siguiente tabla enumera el control de los distritos de la provincia de Lima. El cambio de mando de una organización política se resalta del color de ese partido.
| Distrito                | Alcalde(sa) titular              | Partido político | Partido político          | Alcalde(sa) electo(a)      | Partido político | Partido político         |
| ----------------------- | -------------------------------- | ---------------- | ------------------------- | -------------------------- | ---------------- | ------------------------ |
| Ancón                   | Pedro Barrera Bernui             |                  | Somos Perú                | Samuel Daza Taype          |                  | Podemos Perú             |
| Ate                     | Edde Cuéllar Alegría             |                  | Acción Popular            | Franco Vidal Morales       |                  | Avanza País              |
| Barranco                | José Rodríguez Cárdenas          |                  | Siempre Unidos            | Jessica Vargas Gómez       |                  | Renovación Popular       |
| Breña                   | José Li Bravo                    |                  | Acción Popular            | Luis de la Mata Martínez   |                  | Podemos Perú             |
| Carabayllo              | Marcos Espinoza Ortiz            |                  | Alianza para el Progreso  | Pablo Mendoza Cueva        |                  | Somos Perú               |
| Chaclacayo              | Manuel Campos Sologuren          |                  | Alianza para el Progreso  | Sergio Baigorria Seas      |                  | Renovación Popular       |
| Chorrillos              | Augusto Miyashiro Ushikubo       |                  | Solidaridad Nacional      | Fernando Velasco Huamán    |                  | Alianza para el Progreso |
| Cieneguilla             | Edwin Subileti Areche            |                  | Democracia Directa        | Emilio Chávez Huaringa     |                  | Podemos Perú             |
| Comas                   | Raúl Díaz Pérez                  |                  | Unión por el Perú         | Ulises Villegas Rojas      |                  | Somos Perú               |
| El Agustino             | Víctor Salcedo Ríos              |                  | Alianza para el Progreso  | Richard Soria Fuerte       |                  | Podemos Perú             |
| Independencia           | José Pando Fernández             |                  | Siempre Unidos            | Alfredo Reynaga Ramírez    |                  | Somos Perú               |
| Jesús María             | Jorge Quintana García-Godos      |                  | Acción Popular            | Jesús Gálvez Olivares      |                  | Renovación Popular       |
| La Molina               | Álvaro Paz de la Barra Freigeiro |                  | Acción Popular            | Diego Uceda Guerra-García  |                  | Renovación Popular       |
| La Victoria             | Luis Gutiérrez Salvatierra       |                  | Somos Perú                | Rubén Cano Altez           |                  | Renovación Popular       |
| Lince                   | Vicente Amable Escalante         |                  | Acción Popular            | Malca Schnaiderman Lara    |                  | Renovación Popular       |
| Los Olivos              | Felipe Castillo Alfaro           |                  | Siempre Unidos            | Felipe Castillo Oliva      |                  | Podemos Perú             |
| Lurigancho-Chosica      | Víctor Castillo Sánchez          |                  | Alianza para el Progreso  | Oswaldo Vargas Cuéllar     |                  | Juntos por el Perú       |
| Lurín                   | Diana Herrera Zavala             |                  | Somos Perú                | Juan Marticorena Pérez     |                  | Alianza para el Progreso |
| Magdalena del Mar       | Carlomagno Chacón Gómez          |                  | Acción Popular            | Francis Allison Oyague     |                  | Alianza para el Progreso |
| Miraflores              | Luis Molina Arles                |                  | Solidaridad Nacional      | Carlos Canales Anchorena   |                  | Renovación Popular       |
| Pachacámac              | Elvis Pomez Cano                 |                  | Somos Perú                | Enrique Cabrera Sulca      |                  | Alianza para el Progreso |
| Pucusana                | Lidia Carrillo Véliz             |                  | Alianza para el Progreso  | Juan Cuya Espinoza         |                  | Somos Perú               |
| Pueblo Libre            | Stephen Haas del Carpio          |                  | Acción Popular            | Mónica Tello López         |                  | Renovación Popular       |
| Puente Piedra           | Rennán Espinoza Venegas          |                  | Somos Perú                | Rennán Espinoza Rosales    |                  | Somos Perú               |
| Punta Hermosa           | Jorge Olaechea Reyes             |                  | Partido Popular Cristiano | Guillermo Fernández Otero  |                  | Avanza País              |
| Punta Negra             | Julia Tataje Taboada             |                  | Partido Popular Cristiano | Eulogio Huyhua Ccaccya     |                  | Alianza para el Progreso |
| Rímac                   | Pedro Rosario Tueros             |                  | Acción Popular            | Néstor de la Rosa Villegas |                  | Podemos Perú             |
| San Bartolo             | Rufino Enciso Ríos               |                  | Somos Perú                | August Carbajal Schumacher |                  | Avanza País              |
| San Borja               | Alberto Tejada Noriega           |                  | Acción Popular            | Marco Álvarez Vargas       |                  | Renovación Popular       |
| San Isidro              | Augusto Cáceres Viñas            |                  | Acción Popular            | Nancy Vizurraga Torrejón   |                  | Renovación Popular       |
| San Juan de Lurigancho  | Álex Gonzáles Castillo           |                  | Podemos Perú              | Jesús Maldonado Amao       |                  | Somos Perú               |
| San Juan de Miraflores  | Daniel Castro Segura             |                  | Acción Popular            | Delia Castro Pichihua      |                  | Alianza para el Progreso |
| San Luis                | Zee Corrales Romero              |                  | Acción Popular            | Ricardo Pérez Castro       |                  | Renovación Popular       |
| San Martín de Porres    | Julio Chávez Chiong              |                  | Acción Popular            | Hernán Sifuentes Barca     |                  | Podemos Perú             |
| San Miguel              | Juan Guevara Bonilla             |                  | San Miguel Me Gusta       | Eduardo Bless Cabrejas     |                  | Avanza País              |
| Santa Anita             | José Luis Nole Palomino          |                  | Partido Popular Cristiano | Olimpio Alegría Calderón   |                  | Alianza para el Progreso |
| Santa María del Mar     | Jiries Jamis Sumar               |                  | Restauración Nacional     | Hugo Monteverde Cerrutti   |                  | Acción Popular           |
| Santa Rosa              | Alan Carrasco Bobadilla          |                  | Somos Perú                | George Robles Soto         |                  | Podemos Perú             |
| Santiago de Surco       | Jean Combe Portocarrero          |                  | Acción Popular            | Carlos Bruce Montes de Oca |                  | Avanza País              |
| Surquillo               | Giancarlo Casassa Sánchez        |                  | Partido Popular Cristiano | Cintia Loayza Álvarez      |                  | Renovación Popular       |
| Villa El Salvador       | Kevin Iñigo Peralta              |                  | Perú Patria Segura        | Guido Iñigo Peralta        |                  | Alianza para el Progreso |
| Villa María del Triunfo | Eloy Chávez Hernández            |                  | Perú Patria Segura        | Eloy Chávez Hernández      |                  | Alianza para el Progreso |